# Szarlejskie Huby
Szarlejskie Huby – nieistniejąca osada w Polsce, w województwie kujawsko-pomorskim, w powiecie inowrocławskim, w gminie Inowrocław. Miejscowość została zniesiona z dniem 1 stycznia 2015.
W latach 1975–1998 miejscowość administracyjnie należała do województwa bydgoskiego.